# Granite Normanby River
Granite Normanby River är ett vattendrag i Australien. Det ligger i delstaten Queensland, omkring 1 500 kilometer nordväst om delstatshuvudstaden Brisbane.
I omgivningarna runt Granite Normanby River växer huvudsakligen savannskog. Trakten runt Granite Normanby River är nära nog obefolkad, med mindre än två invånare per kvadratkilometer. Genomsnittlig årsnederbörd är 1 556 millimeter. Den regnigaste månaden är mars, med i genomsnitt 390 mm nederbörd, och den torraste är september, med 11 mm nederbörd.